# Bomberman Land (PSP)
Bomberman Land, conocido en Japón como Bomberman Land Portable (ボンバーマンランド ポータブル, Bonbāman Rando Pōtaburu), es un videojuego lanzado para la PlayStation Portable el 21 de marzo de 2007 en Japón, y en 2008 en América del Norte y Europa. Siendo parte de la franquicia Bomberman, es el sexto juego de la serie Bomberman Land y la contraparte portable de la versión de consola lanzada para la Nintendo Wii ese mismo mes.

## Jugabilidad
El juego principal se progresa a través de una serie de minijuegos, con escenas de historia entre algunos de ellos. El modo batalla multijugador clásico puede jugarse hasta con 4 jugadores, uno por sistema, con solo una copia del juego. El multijugador también se encuentra disponible en la mayoría de los minijuegos del modo historia.

## Recepción
El juego recibió reseñas «mixtas» de acuerdo al sitio web de agregación de reseñas Metacritic. En Japón Famitsu le dio un puntaje de 23 de 40.